# Cerynia monacha
Cerynia monacha är en insektsart som först beskrevs av Gerstaecker 1895.  Cerynia monacha ingår i släktet Cerynia och familjen Flatidae. Inga underarter finns listade i Catalogue of Life.